# 中国国家旅游
《中国国家旅游》（China National Travel）是全球、全媒体发行的国家级人文旅游月刊。由中国科学出版传媒股份有限公司、中国旅游报社主办。涵盖中文、英文、日文、西班牙语、葡萄牙语等主要语种。于2011年9月正式发行。每月1日出版。